# Panquinkazerne

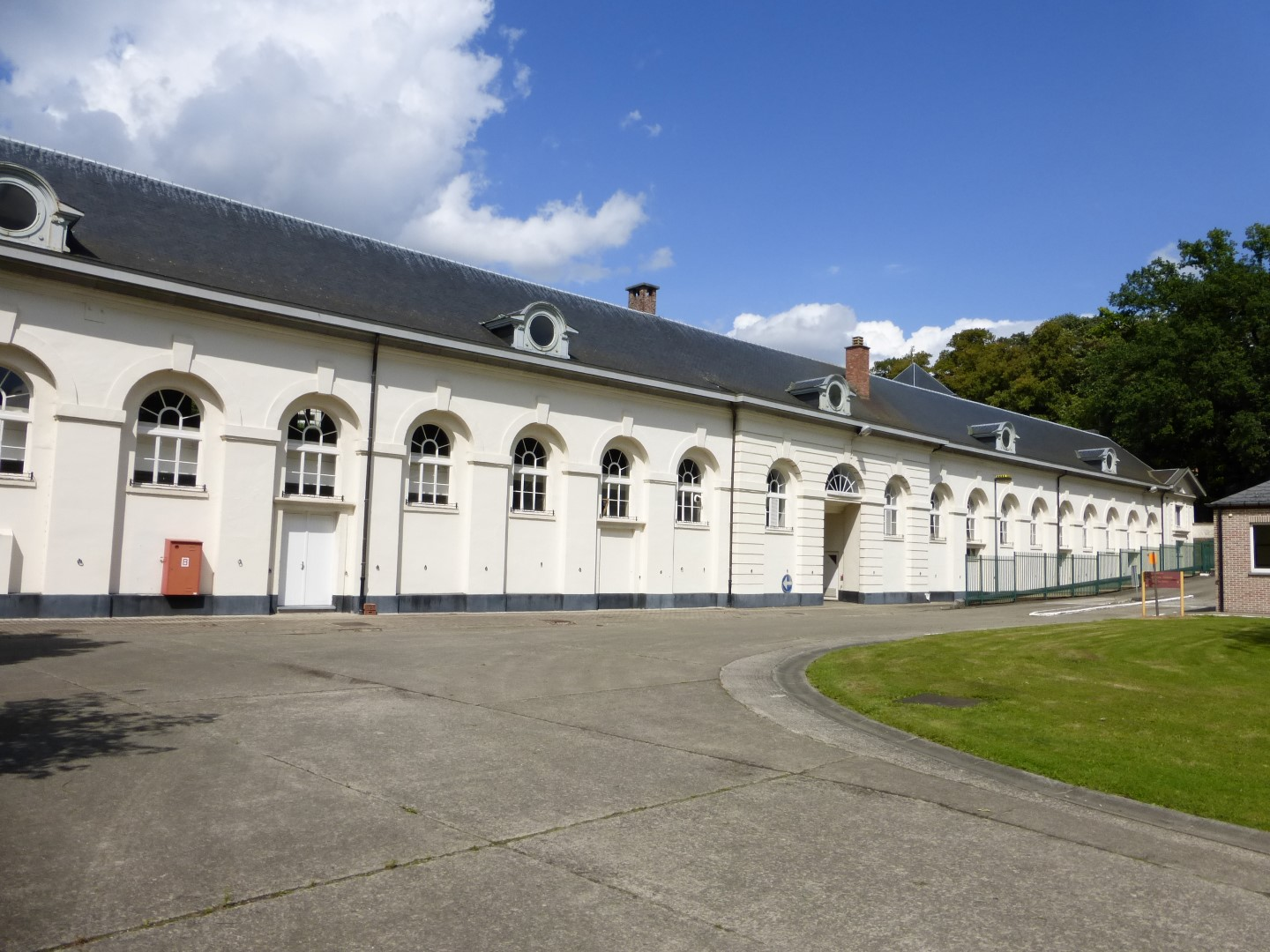

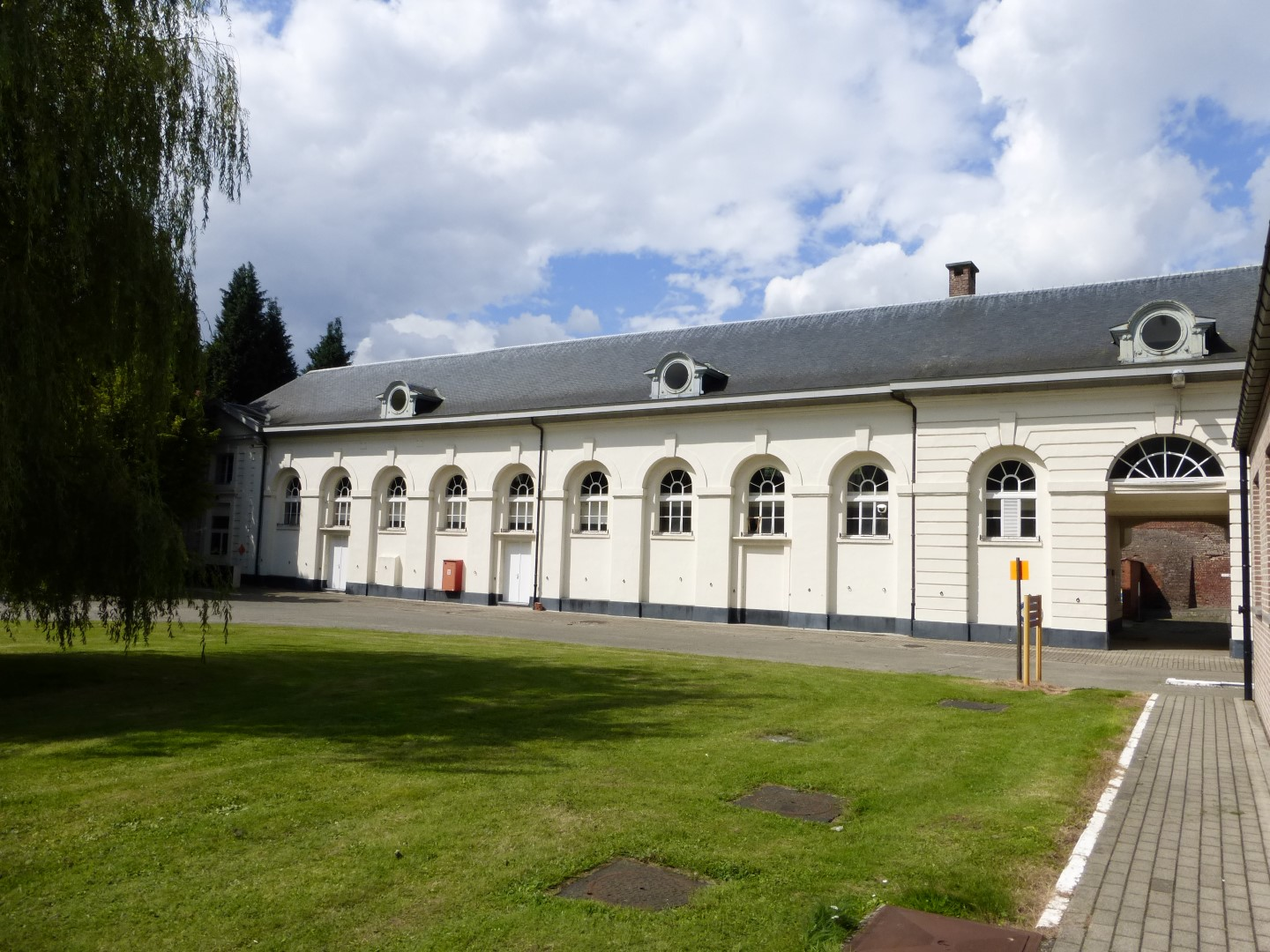

De Panquinkazerne is een voormalige kazerne in het Belgische Tervuren. De kazerne bood zo'n 116 jaar lang (van 1897 tot 2014) onderdak aan Belgische troepen. In 2018 kocht de gemeente Tervuren het militaire domein aan. 
De kazernesite is ongeveer 3,7 hectare groot en ligt tussen het centrum van Tervuren en het Park van Tervuren (Warandepark). De historische gebouwen (het militair Hoefijzercomplex en de Orangerie) dateren uit het midden van de 18de eeuw en zijn sinds 2004 beschermd als monument. Het hoefijzer (met stallingen en bediendenwoningen) diende als prestigieuze inkom van de inmiddels verdwenen zomerresidentie (kasteel van Tervuren) die Karel van Lotharingen in 1749-50 liet bouwen. Dat complex werd vanaf 1897 omgevormd tot de Panquinkazerne. 
De gemeente krijgt een restauratiepremie van 3,2 miljoen euro van de Vlaamse Overheid  om de site te renoveren in samenwerking met PMV en projectontwikkelaar ION . Na restauratie wordt in de kazerne een viersterrenhotel gecreëerd, met een restaurant en brasserie. Ook het gemeentelijk museum over de School van Tervuren (vroeger in het Hof van Melijn) komt in de Panquinkazerne. Daarnaast worden op de site drie nieuwbouwblokken gebouwd met appartementen.